# 奧克蒂比哈縣 (密西西比州)
奧克蒂比哈縣 （英語：Oktibbeha County）是美國密西西比州東北部的一個縣。面積1,196平方公里。根據美國2000年人口普查，共有人口42,902人。縣治斯塔克維爾 （Starkville）。
成立於1833年12月23日。縣名來自兩條同名河流其中之一，在印第安語言的意思是「發生戰鬥的河流」或者「有冰的河」的意思。